# Дудичи (Калинковичский район)
Ду́дичи (бел. Ду́дзічы) — агрогородок, центр Дудичского сельсовета Калинковичского района Гомельской области Беларуси.
Железнодорожная станция (на линии Жлобин — Калинковичи).
Поблизости расположено месторождение болотной руды.

## География

### Расположение
В 9 км на север от районного центра, в 129 км от Гомеля.

### Гидрография
На севере и западе река Ненач (приток реки Припять).

## Транспортная сеть
Транспортные связи по просёлочной, затем по автомобильной дороге Гомель — Лунинец. Планировка состоит из прямолинейной, близкой к широтной ориентации улицы, к которой с юга присоединяются 2 короткие улицы. Застройка кирпичная и деревянная, двусторонняя усадебного типа. С 1986 года центральная часть деревни застраивается двухэтажными кирпичными домами.

## История
По письменным источникам известна с XVI века как селение в Мозырском повете Минского воеводства Великого княжества Литовского. В 1518 году король Сигизмунд I Старый даровал дворянину Я. Стецковичу поместье Дудичи. В 1925 году в деревне найден клад монет, который относится к 1624 году. В 1776 году на средства владельца деревни Вальтока построена деревянная Свято-Троицкая церковь.
После 2-го раздела Речи Посполитой (1793 год) находилась в составе Российской империи. Поместьем Дудичи в 1840—45 годы владели Н. Яленский и М. Аскерко. В 1835 году основана винокурня. Дворянин Горват владел в 1876 году в деревнях Головчицы и Дудичи 44 688 десятинами земли, 3 водяными мельницами, 5 корчмами, винокурней. Через деревню проходил тракт из Рогачёва на Волынь, действовала почтовая станция с 5-ю эпипажами. В 1885 году — центр Дудичской волости, в состав которой входили 15 селений с 413 дворами. В 1886 году работала школа, которая разместилась в наёмном крестьянском доме, а в 1911 году для неё построено собственное здание.
В XIX веке в деревне размещался дворец в стиле барокко с традициями народного зодчества. Кроме парадных комнат и спален, имелись флигель для прислуги и часовня.
В районе деревни действовала Западная мелиоративная экспедиция по осушению болот, которая проложила рядом магистральный канал Ненач (62 км). Согласно переписи 1897 года действовали церковь, народное училище, хлебозапасный магазин, трактир, в одноимённом фольварке работали церковь, винокурня, кузница, конная мельница. В июне 1905 года в деревне произошло одно из наиболее крупных в Беларуси выступлений крестьян, в котором участвовало около 200 человек. Забастовка была подавлена властями. После сдачи в эксплуатацию в 1915 году железной дороги Жлобин — Калинковичи начала работу железнодорожная станция. С 17 декабря 1918 года до 28 января 1919 года оккупирована германской армией.
С 20 августа 1924 года — центр Дудичского сельсовета Калинковичского, с 27 сентября 1930 года — Мозырского, с 3 июля 1937 года — Калинковичского районов Мозырского (до 26 июля 1930 года и с 21 июня 1935 года до 20 февраля 1938 года) округа, с 20 февраля 1938 года — Полесской, с 8 января 1954 года — Гомельской областей.
В начале 1929 года организованы колхозы имени М. И. Калинина, «Новые Дудичи», «Красный Октябрь», работали кирпичный завод, мельница (с 1918 года), смоловарня, кузница. Начальная школа в 1930-х годах преобразована в 7-летнюю (в 1935 году — 253 ученика). Во время Великой Отечественной войны в боях около деревни погибли 28 советских солдат и партизан (похоронены в братской могиле на кладбище). Освобождена 13 января 1944 года. В 1971 году — центр совхоза «Дудичи», располагались Полесская сельскохозяйственная опытная станция, научно-производственное предприятие «Картофель», подсобное хозяйство Полесского сельскохозяйственного техникума имени В. Ф. Мицкевича, средняя и музыкальная школы, клуб, библиотека, детский сад, фельдшерско-акушерский пункт, отделение связи, магазин.

## Население

### Численность
- 2004 год — 267 хозяйств, 767 жителей.

### Динамика
- 1795 год — 62 двора.
- 1885 год — 268 жителей.
- 1897 год — 87 дворов, 579 жителей; в фольварке — 4 двора, 29 жителей (согласно переписи).
- 1908 год — 115 дворов, 672 жителя; в фольварке — 3 двора, 40 жителей.
- 1959 год — 755 жителей (согласно переписи).
- 1971 год — 236 дворов, 736 жителей.
- 1997 год — 271 двор, 733 жителя[1].
- 2004 год — 267 хозяйств, 767 жителей.

## Известные уроженцы
- Д. М. Басалыго — деятель театра и киноискусства.